# Stójka (województwo podlaskie)
Stójka – kolonia w Polsce położona w województwie podlaskim, w powiecie monieckim, w gminie Trzcianne.
W latach 1975–1998 miejscowość należała administracyjnie do województwa białostockiego.